# Прошівські липи
Про́шівські ли́пи — ботанічна пам'ятка природи місцевого значення в Україні. Розташована на території Тернопільського району Тернопільської області, в селі Прошова. 
Площа 0,03 га. Статус присвоєно згідно з рішенням Тернопільської обласної ради № 257 від 06.02.2014 року. Перебуває у віданні: Скоморохівська сільська рада. 
Статус присвоєно з метою охорони та збереження 6 вікових лип (1 дерево біля школи, 5 дерев біля церкви). Вік дерев — понад 150 років.